# كاثي سايكس
كاثي سايكس (بالإنجليزية: Kathy Sykes)‏ (و. 1966 – م) هي فيزيائية من المملكة المتحدة .

## مناصب وهيئات
أدارت جامعة برستل.

## روابط خارجية
- كاثي سايكس على موقع IMDb (الإنجليزية)
- كاثي سايكس على موقع قاعدة بيانات الفيلم (الإنجليزية)